# Hemelgod

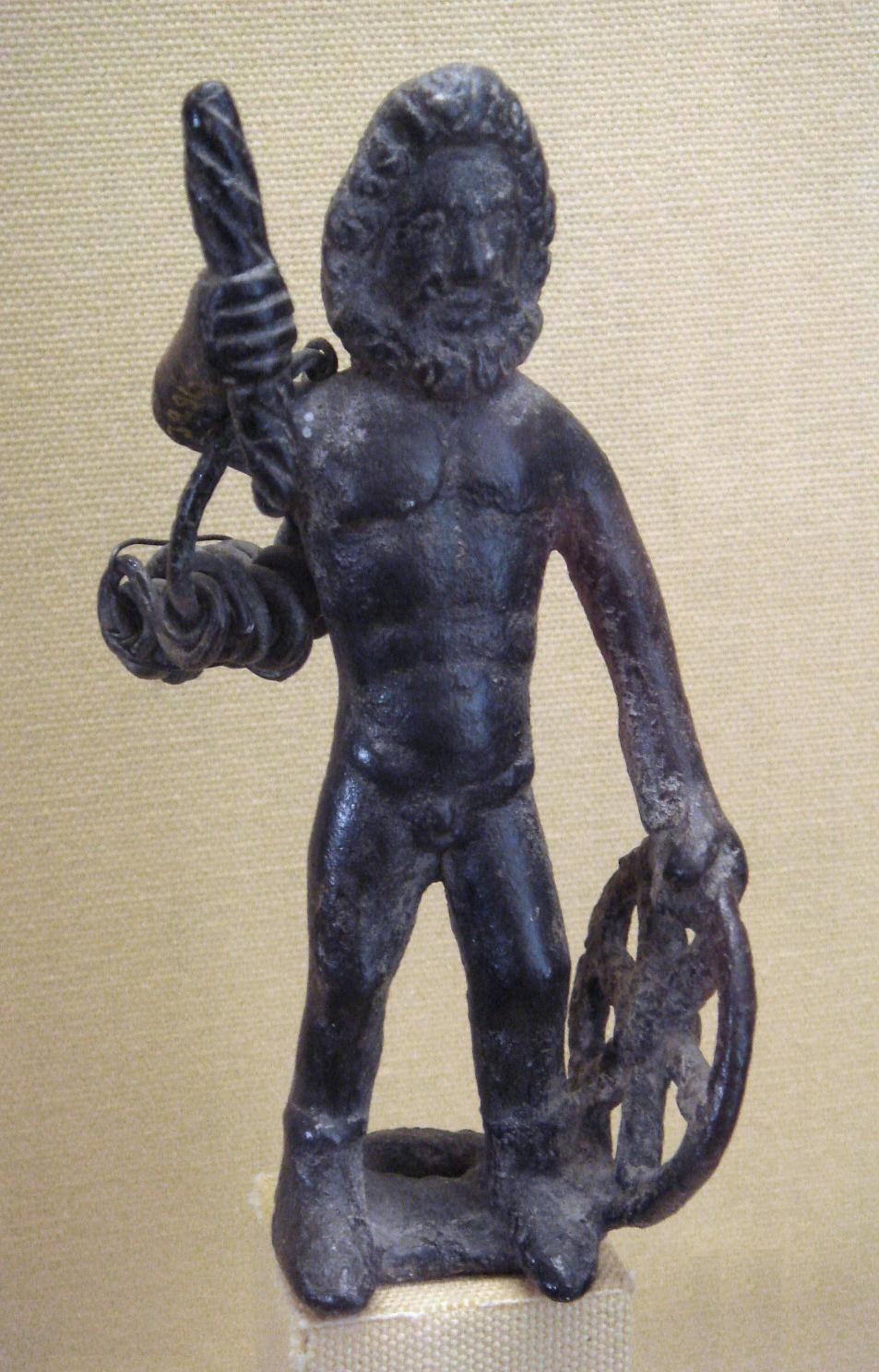
De Keltische hemelgod Taranis met zonnewiel en bliksem, 14 cm hoog, brons, Gallo-Romeinse tijd

Een hemelgod is een godheid die macht wordt toegedicht over de hemel en in veel polytheïstische en monotheïstische godsdiensten voorkomt. 
De hemelgoden, die zowel mannelijk als vrouwelijk zijn,  worden soms onderscheiden van de sterrengoden, zoals deze aan de nachtelijke hemel verschijnen. Zij zijn allen goden van een bovenwereld, tegenover die van een benedenwereld: de aarde, de onderwereld (de zogenaamde chtonische godheden) of de zee. In de mythen van het Oude Griekenland heersen bijvoorbeeld Zeus en Hera over de hemel, terwijl Hades en Persephone over de onderwereld regeren. Poseidon heeft de macht over de zee.
Er bestaat vaak een mannelijke hemelgod, die de koning van de goden wordt genoemd. Hij is de patriarch van het pantheon. Hij is de 'hemelvader'. De belangrijkste hemelgodin is vaak de koningin van de hemel.

## Lijst van hemelgoden

### West-Azië

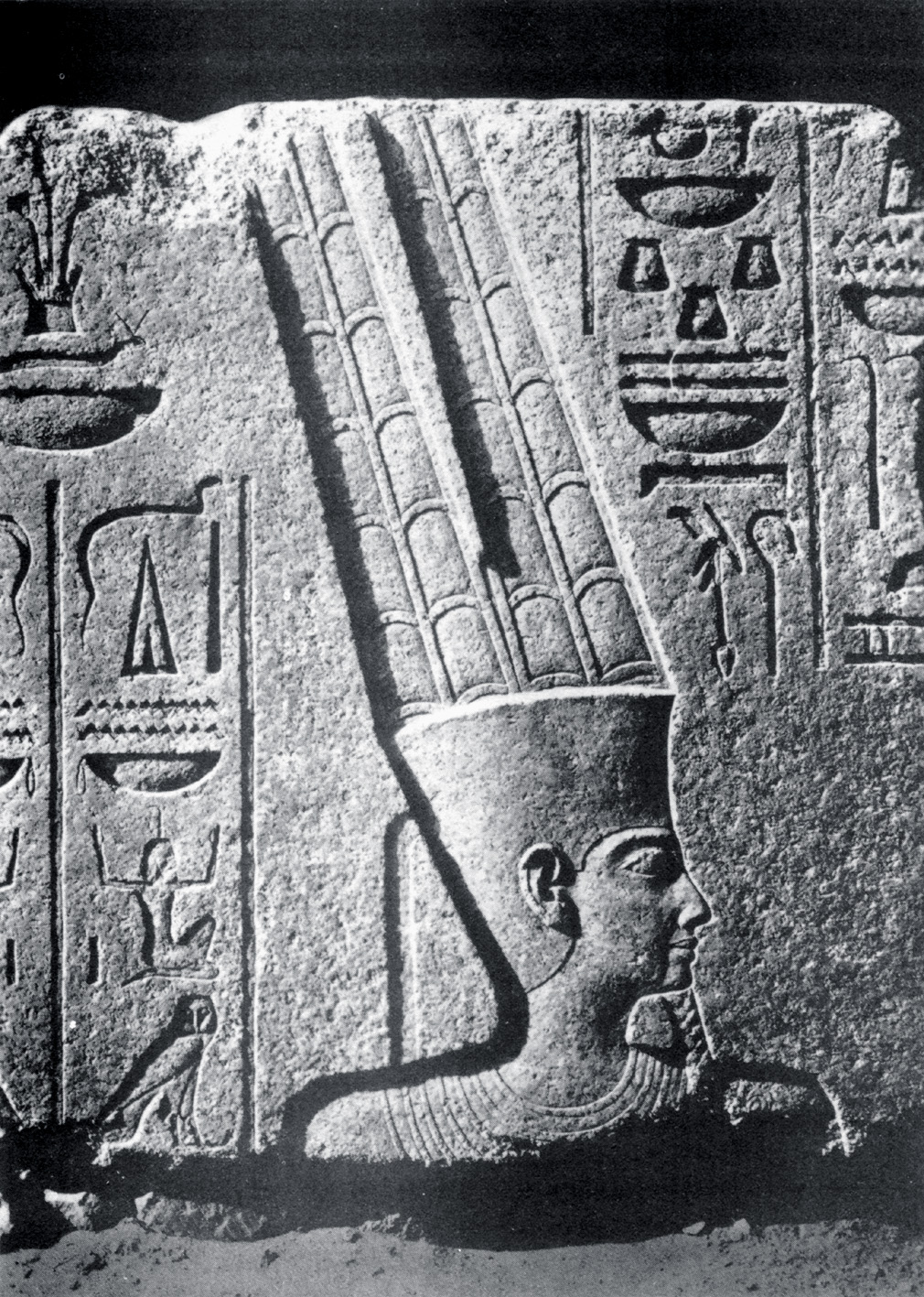
Egyptische scheppergod Amon (reliëf, vijftiende eeuw v.Chr.).

#### Sumerisch
- An, hemelgodin
- Anshar, hemelgod
- Anu, koning van de goden, verbonden aan de lucht, de hemel en de sterren
- Enlil, god van de adem en de wind

#### Semitisch
- Hadad
- El
- Baalshamin, heer van de hemelen
- Yahweh, Känitische (Moabitische) storm- of weergod, al vroeg geïdentificeerd met de Ugaritische El en Jebusitische Sedeq

#### Hurritisch
- Hepit, hemelgodin
- Teshub, hemel- en stormgod

### Indo-Europees

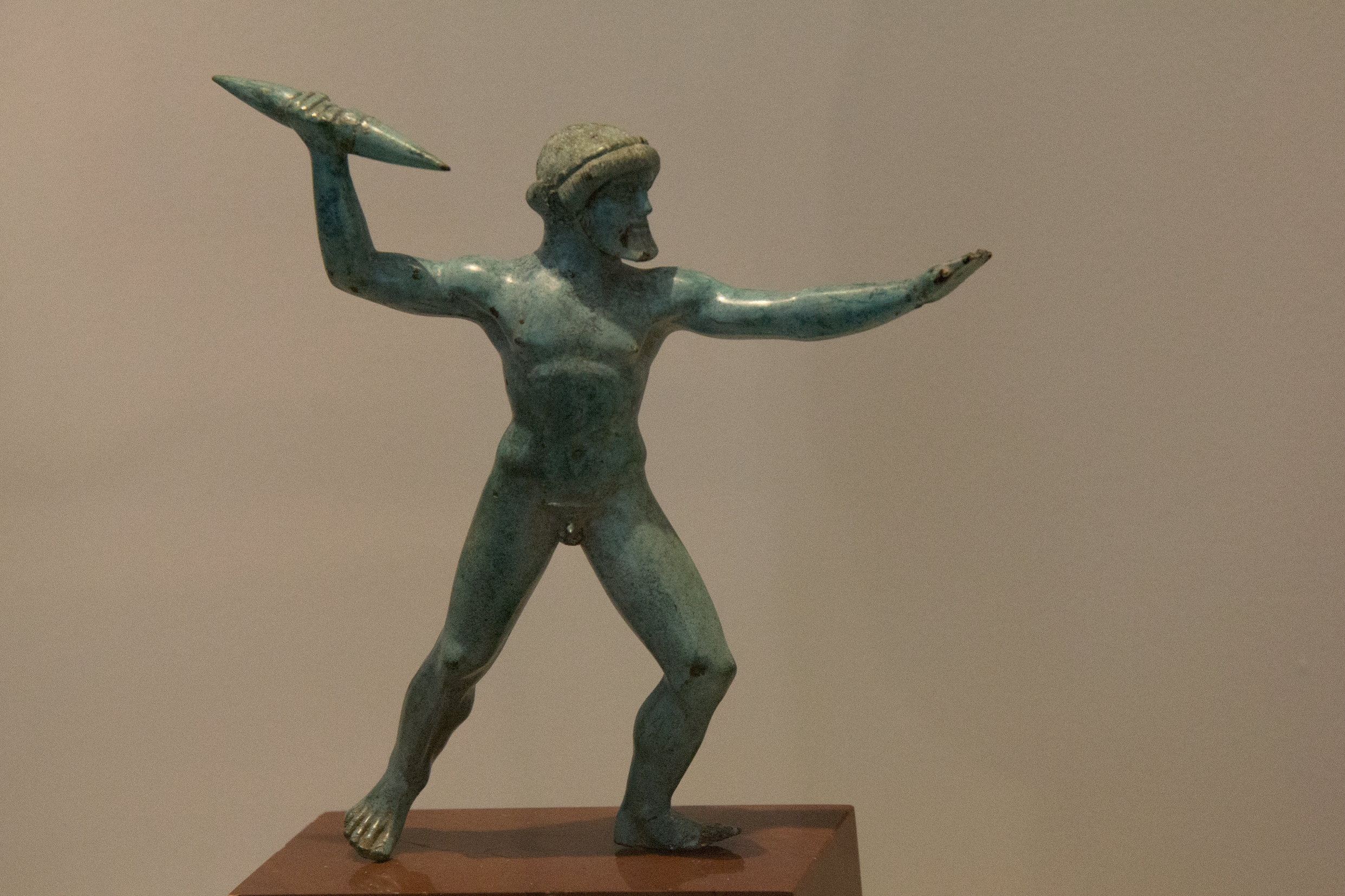
Griekse god Zeus met bliksemschichten.

#### Proto-Indo-Europees
- Dyeus, belangrijkste hemelvader

#### Keltisch
- Latobius, hemel- en berggod
- Taranis, hemel- en dondergod
- Brigid, godin van weer, haard, water, poëzie en ambachten

#### Germaans
- Teiwaz, hemelgod
- Punraz, dondergod
- Sowilo, zonnegod
- Meno, maangod
- Thor, dondergod

#### Grieks
- Aether, oergod van de bovenlucht
- Iris, regenbooggodin en goddelijke boodschapper
- Uranus, oergod van de hemel
- Zeus, koning van de goden, heer van de berg Olympus, god van hemel, (on)weer, wet, orde en lot
- Hera, hemelgodin en echtgenote van Zeus

#### Romeins
- Caelus, personificatie van de hemel,
- Jupiter, hemelkoning en god van de hemel en het weer
- Juno, hemelgodin en echtgenote van Jupiter

#### Slavisch
- Stribog, god van winden, hemel en lucht
- Triglav, drievoudige god wiens hoofden hemel, aarde en onderwereld vertegenwoordigen

#### Thracisch
- Sabazios, hemelvader

#### Etruskisch
- Ani, hemelgod [bron?]
- Tinia, hemelgod

#### Indiaas
- Aditi, hemelmoeder van de goden
- Aditya's, hemelgoden geboren uit Aditi
- Dyaus Pita, hemelvader
- Indra, koning van de goden, stormgod
- Saranyu, godin van de wolken
- Ushas, godin van de dageraad
- Ratri, godin van de nacht

### Fins-Oegrisch

#### Fins
- Ilmarinen, goddelijke smid, hemelschepper
- Ilmatar, maagdelijke geest van de lucht
- Ukko, hoofdgod van hemel, weer, donder en oogst

#### Sami
- Horagalles, hemelgod, god van (on)weer, regenboog, oceanen, meren, menselijk leven en gezondheid
- Mano, maangodin

#### Oedmoertisch
- Inmar, hemelgod

### Turks
- Tengri, hemelgod
- Bai-Ulgan
- Kayra

### Oost-Aziatisch

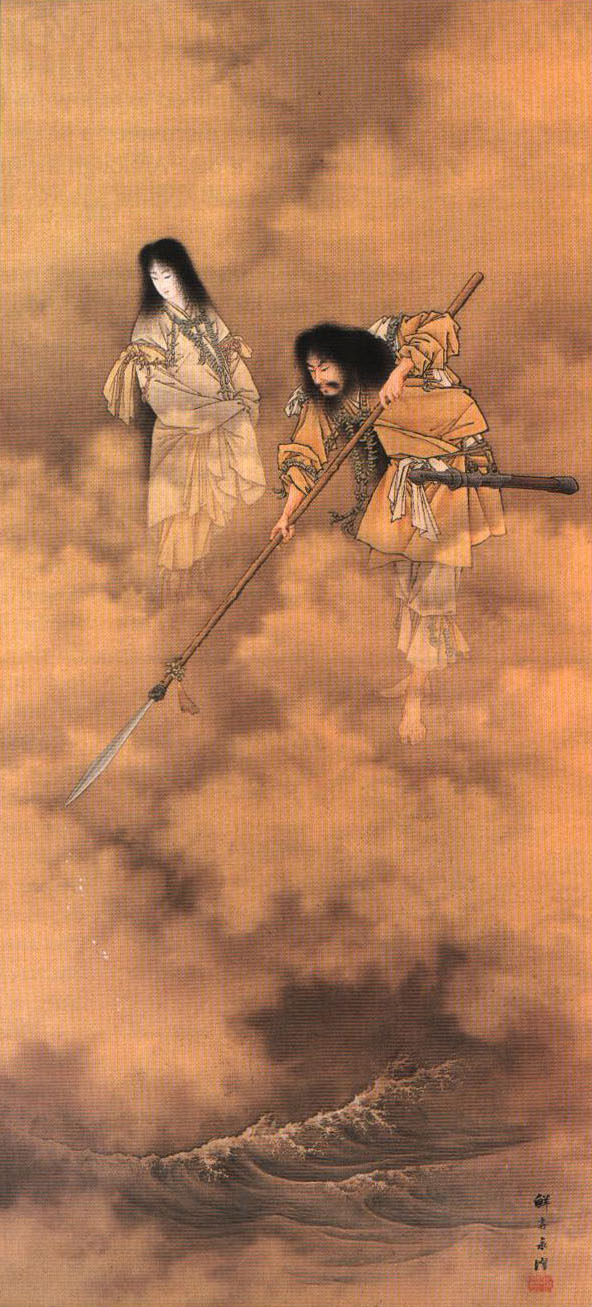
V.l.n.r. Japanse goden Izanami en Izanagi.

#### Chinees
- 24 hemelse keizers
- 28 hemelse keizers
- 32 hemelse keizers
- 64 hemelse keizers

#### Japans
- Izanagi, wereldschepper en hemelvader
- Marici, hemelgodin

### Amerikaans

#### Inuit
- Anguta, hemelvader en zielebegeleider
- Ataksak, hemelgodin
- Negafook, weergod
- Torngarsuk, hemelgod

#### Taino
- Yaya, hoogste geest

#### Uto-Azteeks
- Cipactonal, god van de dag
- Oxomoco, godin van de nacht
- Coyolxauhqui, maangodin
- Meztli, maangodin
- Tonatiuh, zonnegod

#### Inca's
- Viracocha, hemelgod

#### Maya's
- Cabaguil, hemelgod
- Hunab Ku, hemelvader
- Tzacol, hemel- en scheppergod

### Afrika

#### Egypte
- Amon, scheppergod en god van de wind
- Onoeris, buitenlandse oorlogsgod die aan Shu werd gelijkgesteld
- Hathor, godin van liefde, schoonheid en muziek
- Horus, god van de zon, de hemel, koningen en de oorlog
- Mehet-Weret, hemelgodin
- Noet, hemelgodin
- Sjoe, wind- en luchtgod

#### Noord-Afrika
- Achaman, Guanche hemel- en scheppergod
- Achuhucanac, Guanche regengod

#### Sub-Sahara
- Badessy, hemelgod
- Denka, Dinka hemel-, regen- en vruchtbaarheidsgod
- Khouvoum, hoogste scheppergod en hemelvader van de Mbuti Pygmeeën
- Mulungu, Nyamwezi schepper- en hemelgod
- Numakulla, een stel schepper- en hemelgoden
- Olorun, hoogste god, hemelgod
- Shango, Yoruba hemelvader en dondergod
- Umvelinqang, Zoeloe hemelgod
- Utixo, Khoikhoi hemelgod
- Xamaba, schepper- en hemelgod van de Heikum van Zuid-Afrika

### Oceanië

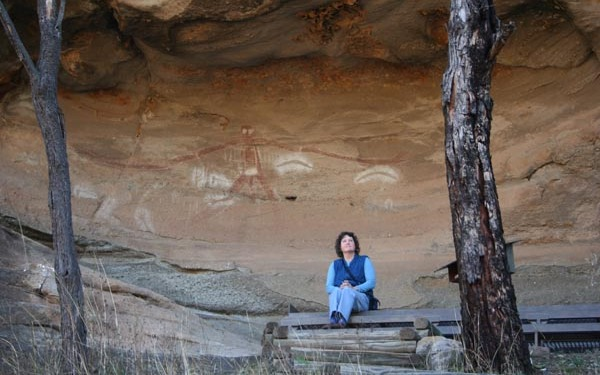
Afbeelding van de Australische god Baiame (met uitgestrekte armen).

#### Australië
- Altjira, Arrerute schepper- en hemelgod
- Baiame, Zuidoost-Australische schepper- en hemelgod
- Binbeal, regenbooggod
- Bunjil, Kulin schepper- en hemelgod

#### Maori
- Ao, licht- en hemelgod
- Ranginui, hemelvader
- Tana-Rore
- Tawhirimatea, weer- en stormgod
- Venuku, regenbooggod

#### Eilanden in de Grote Oceaan
- Atua I Kafika, hoogste hemelgod van Polynesië
- Ira, Polynesische hemelgodin
- Laufakana'a, Tongan schepper en hemelgod
- Tangaloa, Tongan hemelgod